# Inzidentprüfung
Eine Inzidentprüfung (von lat. incidēns, incidentis = beiläufig, zufällig; wörtlich: dazwischen fallend), auch Inzidentkontrolle, ist die gerichtliche Prüfung einer nicht unmittelbar verfahrensgegenständlichen, aber entscheidungserheblichen Sach- oder Rechtsfrage.
Bildet die betreffende Frage den Gegenstand eines anderen anhängigen Rechtsstreits oder ist sie von einer Verwaltungsbehörde festzustellen, kann das Gericht die Verhandlung bis zur Erledigung des anderen Rechtsstreits oder bis zur Entscheidung der Verwaltungsbehörde aussetzen (§ 148 ZPO, § 94 VwGO, § 262 Abs. 2 StPO).

## Rechtsgeschichte
Bereits im römischen Recht findet sich der Ausdruck lat. quaestiō incidēns (Zwischenfrage), wenngleich in einem untechnischen Sinne. Im kanonischen Recht wurden quaestiō incidēns und causa incidēns (Zwischensache) in einem weiten Sinne für alle weiteren Streitfragen verwendet, die während eines Rechtsstreits auftreten. Die Glossatoren unterschieden später zwischen materiellen und prozessualen Vorfragen. Das Gemeine Recht behandelte diese Fragen unter vielfältigen und wenig bestimmten Begriffen wie „Incidentsachen, Incidentpunkten, Incidentverhandlungen, Incidentstreitigkeiten“.

## Inzidente Normenkontrolle
Aus dem Grundrecht auf effektiven Rechtsschutz (Art. 19 Abs. 4 GG) folgt grundsätzlich die Pflicht der Gerichte, Akte der öffentlichen Gewalt in rechtlicher und tatsächlicher Hinsicht vollständig zu überprüfen.
Die Rechtsprechung ist zudem an das Gesetz gebunden. Ein Gesetz, das nicht wirksam ist, ist aber kein Gesetz in diesem Sinne. Eine auf Grund eines Gesetzes erlassene Rechtsverordnung oder eine Satzung ist im Hinblick auf die geltende Normenhierarchie  rechtlich nicht existent, wenn sie nicht wirksam sind. Auch straf- oder zivilrechtliche Verfahren beruhen auf Normen, die gegebenenfalls auf ihre Wirksamkeit zu prüfen sind. Obwohl die Norm nicht unmittelbarer Verfahrensgegenstand ist, darf sie inzident geprüft werden. Insofern unterscheidet sich eine inzidente Normenkontrolle von einer prinzipalen, bei der die Norm unmittelbarer Verfahrensgegenstand und ihre Verwerfung ausdrücklich beantragt ist.
Im Verwaltungsrecht spielt die inzidente Normenkontrolle beispielsweise bei der Frage nach der Rechtmäßigkeit eines Verwaltungsakts eine Rolle. Im Anfechtungsprozess kann beispielsweise die Rechtmäßigkeit des Bebauungsplans inzident zu prüfen sein, auf dem die Baugenehmigung beruht.
Die Rechtsfolge seiner Erkenntnis von der Unwirksamkeit der Norm ist abhängig von der Art der fraglichen Norm und der Art der Norm, gegen die die Norm verstößt:
- Verstößt ein Gesetz gegen Europarecht, hat der Richter das Gesetz unanwendbar zu lassen.[10]
- Verstößt ein Gesetz gegen Verfassungsrecht, hat er das Verfahren auszusetzen und die Frage der Gültigkeit dem Verfassungsgericht zur Entscheidung vorzulegen (konkrete Normenkontrolle gem. Art. 100 GG).
- Verstößt eine Rechtsverordnung oder eine Satzung gegen höherrangiges Recht, wendet der Richter sie nicht an. Er hat die Rechtslage so zu beurteilen, wie sie ohne die Verordnung oder Satzung besteht. Das gilt erst recht für Verwaltungsvorschriften, die keine Normen im eigentlichen Sinn sind.[11]

Die Entscheidung im Fall einer inzidenten Normenkontrolle beschränkt sich auf eine Wirkung zwischen den Prozessparteien (inter partes). So ist ein Zivilgericht grundsätzlich auch zur Inzidentkontrolle von Satzungen befugt. Wird beispielsweise ein Amtshaftungsanspruch auf die Nichtigkeit eines Bebauungsplans gestützt, haben die Zivilgerichte – sofern eine verwaltungsgerichtliche Entscheidung gemäß § 47 VwGO hierzu nicht ergangen ist – die Rechtmäßigkeit der Satzung unter Beachtung der §§ 214, 215 BauGB nachzuprüfen. Die Zivilgerichte können aber nicht die Nichtigkeit der Satzung mit Wirkung inter omnes feststellen. Dazu sind nur die Oberverwaltungsgerichte gem. § 47 VwGO berufen. Die Prüfungspflicht und die Prüfungsbefugnis der Zivilgerichte finden ihre Grenze an der Rechtskraftwirkung verwaltungsgerichtlicher Urteile. Wenn eine Satzung in einem Normenkontrollverfahren für nichtig erklärt worden ist, sind die Zivilgerichte an diese Entscheidung gebunden.

## Weitere Beispiele
Das Gericht des zulässigen Rechtsweges entscheidet den Rechtsstreit unter allen in Betracht kommenden rechtlichen Gesichtspunkten (§ 17 Abs. 2 Satz 1 GVG). Dies bedeutet nach allgemeinem Verständnis, dass das Gericht des zulässigen Rechtsweges auch rechtswegfremde, entscheidungserhebliche Vorfragen prüft und über sie entscheidet. Etwas anders gilt nur, soweit gesetzlich ausdrücklich etwas anderes bestimmt ist und die an sich zuständigen Gerichte über die streitige Vorfrage mit materieller Rechtskraftbindung entschieden haben.
Die Zivilgerichte dürfen auch einen Verwaltungsakt inzident als Vorfrage prüfen, soweit hierzu kein rechtskräftiges Urteil der zuständigen Gerichtsbarkeit vorliegt. Sie dürfen ihn jedoch nicht aufheben. Dazu haben sie keine Kompetenz.
Erledigt sich eine polizeiliche Maßnahme vor Ablauf einer Rechtsbehelfsfrist, so ist im Rahmen der Überprüfung eines Heranziehungsbescheids auch die zugrundeliegende Amtshandlung einer gerichtlichen Überprüfung zu unterziehen. Einer entsprechenden Inzidentprüfung steht nicht entgegen, dass ein Amtsgericht bereits über die Ingewahrsamnahme entschieden hat, da die amtsgerichtliche Entscheidung nicht in materielle Rechtskraft erwächst. Bei der Überprüfung eines Kostenerstattungsbescheids müssen die Verwaltungsgerichte die Rechtmäßigkeit der (amts-)gerichtlichen Haftanordnung inzident prüfen, auch wenn der Kläger gegen diese kein Rechtsmittel eingelegt hat.
Im Strafrecht ist zum Beispiel bei der Frage, ob sich ein Anstifter der Teilnahme an einer vorsätzlichen, rechtswidrigen Tat (Haupttat) strafbar gemacht hat, nicht nur alleine die Strafbarkeit des Anstifters zu prüfen, sondern inzident auch die Haupttat selbst. Denn ohne teilnahmefähige Haupttat ist eine Anstiftung dazu rechtslogisch unmöglich.